# Nelson Falcão
Nelson Castanheira de Barros Falcão (Rio de Janeiro, 30 de abril de 1946) é um velejador brasileiro, com destaque nas classes Star e Soling.
Falcão começou a velejar no Grupo de Escoteiros do Mar, em Niterói, dando continuidade no Iate Clube Brasileiro, também na cidade de Niterói.
Obteve a primeira medalha brasileira na classe Star (bronze) nos Jogos Olímpicos de Seul 1988 como proeiro de Torben Grael.
Também foi o primeiro brasileiro campeão na classe Star em Porto Cervo 1989, como proeiro de Alan Adler, e ainda no mesmo ano sagrou-se campeão sul-americano também na campeão sul-americano na classe Soling.
É formado em administração de empresas pela Universidade Federal do Rio de Janeiro, e tem quatro quatro filhos.